# Cryptocentrus strigilliceps
Cryptocentrus strigilliceps és una espècie de peix de la família dels gòbids i de l'ordre dels perciformes.

## Morfologia
Els mascles poden assolir els 10 cm de longitud total.

## Distribució geogràfica
Es troba des de l'Àfrica oriental fins a Samoa i el nord de la Gran Barrera de Corall.